# Las aventuras de los Parchís
 Las aventuras de los Parchís es una película hispano–argentina filmada en Eastmancolor dirigida por Mario Sabato sobre su propio guion escrito en colaboración con Víctor Proncet que se estrenó el 15 de junio de 1982 y que tuvo como actores principales a  Los Parchís, Javier Portales, Raúl Rossi, Matilde Mur y Juan Carlos Ricci. Susana Nova  tuvo a su cargo la coreografía y el filme tuvo el título alternativo de La gran aventura de los Parchís.
Fue filmada parcialmente en Río de Janeiro, Cataratas del Iguazú y la selva misionera.

## Sinopsis
Los Parchís son secuestrados por una tribu primitiva mientras visitan las Cataratas del Iguazú.

## Reparto
Participaron en el filme los siguientes intérpretes:
- Los Parchís
- Constantino Fernández Fernández … Tino
- Yolanda Ventura Román … Yolanda
- Gemma Prat Termens … Gema
- David Muñoz Forcada … David
- Francisco Díaz Terez … Frank
- Javier Portales
- Raúl Rossi
- Nelly Beltrán
- Maurice Jouvet
- Juan Manuel Tenuta
- Matilde Mur … Betty
- Adrián Ferrario
- El Mago Satany
- Karina Bolan
- Juan Carlos Ricci … Pepe, el guía
- Lidia Catalano
- Beto Berro
- Hilario Gómez
- Osmar Videla
- Adriana Josicks
- Leticia Botta
- Jorge Velurtas
- Diana Baxter
- Simone Pereira Pinto
- Patricia Etcheverry
- Flavio Leandro
- Esteban Lozano … Pintor

## Comentarios
La Nación opinó:

«Esta inconsistente trama puede interesar parcialmente a los seguidores de este conjunto. Claro que, para ello, sobran sus discos, que por un solo precio pueden escucharse varias veces.»

La Razón opinó:

«Una película simpática y de sano contenido.»